# Крушковаць (Госпич)
44°26′ пн. ш. 15°34′ сх. д. / 44.43° пн. ш. 15.56° сх. д.
Крушковаць (хорв. Kruškovac) — населений пункт у Хорватії, у Лицько-Сенській жупанії у складі міста Госпич.

## Населення
Населення за даними перепису 2011 року становило 20 осіб.
Динаміка чисельності населення поселення:

## Клімат
Середня річна температура становить 8,45 °C, середня максимальна – 22,12 °C, а середня мінімальна – -6,65 °C. Середня річна кількість опадів – 1176 мм.
| Клімат поселення                              | Клімат поселення | Клімат поселення | Клімат поселення | Клімат поселення | Клімат поселення | Клімат поселення | Клімат поселення | Клімат поселення | Клімат поселення | Клімат поселення | Клімат поселення | Клімат поселення | Клімат поселення |
| Показник                                      | Січ.             | Лют.             | Бер.             | Квіт.            | Трав.            | Черв.            | Лип.             | Серп.            | Вер.             | Жовт.            | Лист.            | Груд.            |                  |
| Середній максимум, °C                         | 5,58             | 6,70             | 9,65             | 13,55            | 18,29            | 21,68            | 22,12            | 21,72            | 17,96            | 13,72            | 8,58             | 4,83             |                  |
| Середня температура, °C                       | −0,54            | 0,59             | 3,56             | 7,42             | 12,19            | 15,57            | 17,74            | 17,33            | 13,57            | 9,35             | 4,20             | 0,42             |                  |
| Середній мінімум, °C                          | −6,65            | −5,51            | −2,55            | 1,34             | 6,09             | 9,46             | 13,34            | 12,94            | 9,18             | 4,96             | −0,2             | −3,96            |                  |
| Норма опадів, мм                              | 89               | 88               | 90               | 96               | 85               | 81               | 53               | 71               | 118              | 131              | 152              | 122              |                  |
| Середньомісячна швидкість вітру, м/с          | 2.88             | 2.98             | 3.09             | 2.95             | 2.67             | 2.45             | 2.41             | 2.33             | 2.56             | 2.76             | 3.16             | 3.20             |                  |
| Середньомісячна сонячна радіація, кДж/м²·день | 4778             | 7418             | 10914            | 15439            | 19444            | 21649            | 23363            | 20263            | 14867            | 9564             | 5081             | 3974             |                  |
| --------------------------------------------- | ---------------- | ---------------- | ---------------- | ---------------- | ---------------- | ---------------- | ---------------- | ---------------- | ---------------- | ---------------- | ---------------- | ---------------- | ---------------- |
| Джерело:                                      |                  |                  |                  |                  |                  |                  |                  |                  |                  |                  |                  |                  |                  |